# Senate of Ceylon

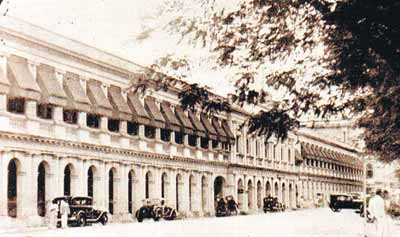

Der Senate of Ceylon (Tamil இலங்கை மூதவை) war das Oberhaus des Parlaments in der damaligen Dominion of Ceylon (dem heutigen Sri Lanka), welches 1947 von der Soulbury Commission gegründet wurde. Die Mitglieder des Senats wurden ernannt und indirekt gewählt. Der Senat tagte im Gebäude des alten Legislative Council of Ceylon in Colombo Fort und trat erstmals am 12. November 1947 zusammen. Der Senat wurde am 2. Oktober 1971 durch die achte Ergänzung zur Soulbury Constitution abgeschafft, noch vor der Annahme der Republican Constitution of Sri Lanka am 22. Mai 1972.
2010 gab es Vorschläge einen Senat wieder einzuführen.

## Geschichte

### Gründung
Auf Empfehlung der Soulbury Commission wurde 1947 ein Senat als Oberhaus des Parlaments von Ceylon eingesetzt. Der Senat wurde nach dem Vorbild des britischen House of Lords gestaltet. Es gab dreißig Mitglieder, welche gewöhnlich ernannt und nicht gewählt wurden. Eine der Hauptaufgaben war die Funktion als Revising Chamber (Revisionskammer) zur Überprüfung oder Ergänzung von Gesetzen, die durch das House of Representatives verabschiedet worden waren. Damit wurde beabsichtigt, eine Notbremse einzubauen, falls die Regierung den Versuch machen sollte, wichtige Gesetze in Eile durchzudrücken, ohne die Zeit zur gründlichen Überprüfung zu geben.

### Auflösung
Die Linksparteien von Ceylon und manche Republikaner betrachteten den Senat, dessen Mitglieder zur Hälfte vom Repräsentanten des britischen Monarchen, dem Governor General, ernannt wurden, als einen der letzten Überreste der Kolonialherrschaft. Der Senat war auch seit seiner Gründung dominiert von der United National Party. Bald nachdem bei den Wahlen im Mai 1970 die United Front, eine Allianz aus Sri Lanka Freedom Party, der größten Oppositionspartei, und den Linksparteien, an die Macht gekommen war, wurde deutlich, dass der Senat von der Opposition dominiert wurde. Die United Front stand vor der Situation, dass die eingebrachten Gesetzentwürfe vom Oberhaus hinausgezögert wurden und es hätte 27 Monate gedauert bis im Senat durch Neubesetzungen eine Mehrheit erreicht werden konnte. Daher brachte die United Front ein Gesetz ein, wodurch der Senat abgeschafft wurde. Die zweite Lesung des Gesetzes erfolgte am 21. Mai 1971 im House of Representatives. Der Senat trat letztmals am 28. September 1971 zusammen. Der Ceylon (Constitution and Independence) Amendment Act, No. 36 of 1971 erhielt Royal Assent am 2. Oktober 1971 und wurde die achte Verfassungsänderung der Soulbury Constitution. Der Senat erlosch nach fast 24 Jahren seiner Existenz. Ein Ein-Kammer-Parliaments-System wurde mit der Annahme der Republican Constitution of Sri Lanka 1972 eingeführt.

### Neue Entwicklungen
In neuerer Zeit gab es Überlegungen einen Senat im Parliament of Sri Lanka wieder einzuführen. Die Regierung der United People’s Freedom Alliance, unter Mahinda Rajapaksa, untersucht Möglichkeiten das bestehende parlamentarische System signifikant zu verändern. Die Regierung schlägt vor, dass ein neuer Senat aus 45 % der Mitglieder des Parlaments bestehen soll und die verbleibenden 55 % sollten vom Präsidenten ernannt werden, der dabei die Empfehlungen der religiösen Führer und anderer bedeutender Persönlichkeiten der Gesellschaft berücksichtigen sollte. Der Vorschlag sieht vor, dass der Senat 65 Mitglieder haben sollte, 28 davon Singhalesen und der Rest, 37, aus Minderheiten, besonderen Berufen oder aus Intellektuellen ausgewählt.

## Aufgaben
Der Senat sollte, als Revising Chamber, Gesetze überprüfen und ergänzen, die im House of Representatives bereits beraten worden waren. Der Senat war nach dem Modell des House of Lords im Vereinigten Königreich gebildet.
Alle Parlamentsgesetze, außer Finanzgesetzen, konnten aus dem Senat eingebracht werden. Der Senat konnte auch Finanzgesetze nicht zurückweisen, ergänzen oder länger als einen Monat verzögern. Wenn irgendein Gesetz, welches zwei Mal im House of Representatives eingebracht worden war, vom Senat ebenfalls zwei Mal abgelehnt wurde, galt es als abgelehnt.

## Mitgliedschaft
Der Senat bestand aus 30 Mitgliedern. 15 Mitglieder wurden vom Unterhaus, dem House of Representatives, gewählt mit einem Proporz-System, wobei jeder Parlamentarier eine einzelne Stimme hatte (transferable vote). Die übrigen 15 Mitglieder wurden vom Governor-General of Ceylon auf Anweisung des Prime Minister ernannt und waren im Allgemeinen verdiente Persönlichkeiten. Die Senatoren wurden benannt als „Elected Senators“ und „Appointed Senators“.
Das Mindestalter für einen Mitgliedschaft im Senat war 35 Jahre und Mitglieder des House of Representatives konnten nicht gleichzeitig Mitglieder des Senat sein. Mindestens zwei Regierungsminister mussten Senatoren sein. Nie mehr als zwei Senatoren konnten Parliamentary Secretaries (Stellvertretende Minister) sein.
Die normale Amtszeit war sechs Jahre. Ein Drittel des Senats (fünf gewählte und fünf ernannte) verließ alle zwei Jahre den Senat. Scheidende Senatoren konnten wiedergewählt oder ernannt werden. Wenn ein Senator zurücktrat, verstarb oder auf andere Weise aus dem Amt entlassen wurde, füllte der Ersatzmann, gewählt oder ernannt, nur die verbleibende Amtszeit.

## Ämter
In der Tradition des House of Lords wählte der Senat nicht seinen eigenen Speaker (Sprecher). Der Presiding Officer war der Präsident, der seinerseits vom Governor General ernannt wurde. Der Präsident wurde vom Deputy President und dem Chairman of Committees vertreten, die als Presiding Officer fungierten, wenn der Präsident nicht anwesend war.
Der Clerk of the Senate hatte die Verantwortung für alle administrativen Aufgaben, war aber selbst kein Mitglied. Der Clerk, ernannt von der Krone, unterwies den Presiding Officer in den Hausregeln, unterzeichnete Anweisungen und offizielle Kommunikés, beglaubigte Gesetze und war der Verwahrer der offiziellen Protokolle beider Häuser des Parlaments.
Der Gentleman Usher war ebenfalls ein Beamter des Senats. Der Titel geht zurück auf den Gentleman Usher of the Black Rod des House of Lords. Er war verantwortlich für zeremonielle Arrangements auf Anweisung des Hauses beendete er Unordnung oder Störungen im Senat.

## Liste von Senatoren

### Presidents of the Senate
- Gerard Wijeyekoon (1947 - )[5]
- Nicholas Attygalle (1953–1960)[6]
- Cyril de Zoysa (1960–1962)
- Sarath Wijesinghe (1962–1965)
- Thomas Amarasuriya (1963–65)[7]
- Abeyratne Ratnayaka (1965–1971)

### Deputy Presidents of the Senate
- Peri Sundaram (1947 - )[5]
- Frank Gunasekera (1948 - )
- Cyril de Zoysa (1951 - )[8]
- Adeline Molamure (1955 - )[9]
- B. H. Dunuwille[10]

### Senatoren
- Kurbanhussein Adamaly (1949–61), ernannt.[11][12]
- Thomas Amarasuriya (1953–65), UNP/SLFP
- Nicholas Attygalle (1952-), ernannt.
- A. M. A. Azeez (1952–63), ernannt, UNP/unabhängig[12][13][14][15]
- Sirimavo Bandaranaike (1960–65), SLFP
- I. A. Cader (1969–1970), ernannt[12]
- M. Shums Cassim (1953–54), gewählt[12]
- C. Coomaraswamy (1947-), ernannt[5][16]
- Cissy Cooray (1947–1952), ernannt[9] – erste Frau im Senat[17]
- Ananda Dassanayake (1961-), gewählt[10]
- R. S. F. de Mel (1947-), gewählt
- Evadne de Silva
- Evelyn de Soysa (1958–1963),[18][19]
- M. W. H. de Silva
- Cyril de Zoysa (1947-), gewählt
- M. P. de Zoysa (-1960)
- Doric de Souza, LSSP
- B. H. Dunuwille
- Razik Fareed (1947-), gewählt
- Sam Peter Christopher Fernando[20]
- Chittampalam Abraham Gardiner (1947-), ernannt
- Oliver Goonetilleke (1947-), ernannt
- Frank Gunasekera (1947-), ernannt
- A. R. M. Hameem (1963–1969), ernannt[12]
- J. P. Jayasena
- Ukwatte Jayasundera
- A. P. Jayasuriya
- Clodagh Jayasuriya, UNP,[9] gewählt (Oktober 1953 – 1956)
- N. U. Jayawardena, ernannt (1957-)
- Valentine S. Jayawickrema
- Stanley Kalpage[21]
- S. R. Kanaganayagam (1949–57), ernannt, UNP/ACTC[22][23]
- E. W. Kannangara
- M. D. Kitchilan (1965–1971), ernannt[12][24]
- John Kotelawala, UNP
- Justin Kotalawela (1947-), gewählt
- Dr R. B. Lenora
- M. Manickam, ITAK[25][26]
- Mohamed Macan Markar (1947–1952), ernannt
- S. M. H. Mashoor (1965–1971), gewählt[12]
- Adeline Molamure (1947-), gewählt
- S. Z. Mashoor Moulana (1967), gewählt[12]
- S. Nadarajah (1965–71), ACTC[27][28]
- S. Nadesan (1947–71)[29]
- S. Natesan (Subaiya Nadesapillai)[30]
- Ponnambalam Nagalingam (1951–57), LSSP[31]
- E. M. V. Naganathan (1947-), gewählt, ACTC/ITAK[32]
- James Peter Obeyesekere III
- Bertram Ivor Palipane[33]
- Sangarapillai Pararajasingham, UNP (1954-)[34]
- M. V. P Peiris
- D. W. J. Perera (1947-), gewählt[35]
- E. W. Perera
- Reginald Perera (1959–71), MEP[36]
- D. M. Rajapaksa
- Lalitha Rajapakse (1947-), ernannt
- A. B. Rajendra (1947-), ernannt[37]
- Arthur Ranasinghe
- Abeyratne Ratnayaka
- Barnes Ratwatte Dissawe (1947-), gewählt
- Harris Leuke Ratwatte Dissawe (1955-), gewählt
- Abdul Raheman Abdul Razik (1947–1952), gewählt[12]
- Philip Rodrigo
- Dr. V. R. Schockman (1947-), ernannt
- Seetha Seneviratne (1967-)
- Robert Singleton-Salmon (1950–1951), ernannt
- Bennet Soysa (1947-), gewählt
- Peri Sundaram (1947-), gewählt, CIC[38]
- John Tarbat (1947-), ernannt
- M. Tiruchelvam (1965–71), ITAK[39]
- Heen Banda Udurawana[40]
- Kanthiah Vaithianathan[41]
- Donatius Victoria (1947-), ernannt
- A. F. Wijemanne
- Sarath Wijesinghe, gewählt (1947-), President of the Senate (1963-)
- Gerard Wijeyekoon (1947-), ernannt
- Edwin Wijeyeratne (1947-), ernannt
- E. B. Wikramanayake
- T. Y. Wright (1947-), ernannt